# Dirk Graham
Dirk Milton Graham, född 29 juli 1959 i Regina, Saskatchewan, är en kanadensisk före detta professionell ishockeyspelare.
Graham representerade hockeyklubbarna Minnesota North Stars och Chicago Blackhawks i NHL mellan åren 1983 och 1995. Han listades som 89:e spelare totalt i NHL-draften 1979 av Vancouver Canucks.

## Karriären på 1980-talet
Dirk Graham skulle aldrig spela någon match för Vancouver Canucks utan tillbringade istället fyra säsonger i farmarligan. Väl där skulle hans statistik ändå vara imponerande, men han fick aldrig chansen i klubben. När han sommaren 1983 skrev på ett kontrakt med Minnesota North Stars skulle han till slut få en chans i NHL, men det blev bara sex matcher säsongen 1983–1984. Det var inte förrän säsongen 1985–1986 som han fick en ordinarie plats i laget.
Men Grahams tid i North Stars skulle inte bli långvarig, redan säsongen 1986–87 valde klubben att byta bort honom till Chicago Blackhawks. I sin nya klubb skulle Graham göra succé, redan under sin första hela säsong noterades han för 33 mål och 78 poäng på 80 matcher. Han skulle snabbt etablera sig som en av klubbens viktigaste defensiva forwards.

## Karriären på 1990-talet
1989 blev Graham utsedd till ny lagkapten i Blackhawks då klubben hade valt att byta bort sin stora stjärna Denis Savard till Montreal Canadiens. Karriären skulle fortsätta att blomstra för Graham. Under säsongen 1990–91 skulle han prestera sin bästa hockey och blev belönad med Frank J. Selke Trophy som ligans bästa defensiva forward. Graham skulle också få representera Kanada i Canada Cup, och väl där var han med om att vinna hela turneringen.
Säsongen 1991–92 var han en av nyckelspelarna när Blackhawks tog sig till final för första gången sedan början på 1970-talet. Pittsburgh Penguins blev dock för svåra och vann finalserien med 4-0 i matcher. Det blev den enda finalserien Graham fick delta i. Efter säsongen 1994–95 meddelade Graham att han skulle lägga av med ishockeyn.

## Karriären efter ishockeyn
Nästan direkt efter det att Graham lagt ned spelarkarriären skulle han bli assisterande tränare till Blackhakws huvudtränare Craig Hartsburg. Han skulle också arbete som scout åt klubben, men inför säsongen 1998–99 blev han utsedd till huvudtränare i klubben. Hans tränarkarriär skulle dock inte bli lånvarig, efter 59 matcher med 16 vinster och 35 förluster som resultat fick Graham sparken från klubben. För närvarande arbetar han som scout åt San Jose Sharks.

## Klubbar i karriären
- Minnesota North Stars
- Chicago Blackhawks